# یواس‌اس بلوبرد (ای‌اس‌آر-۱۹)
یواس‌اس بلوبرد (ای‌اس‌آر-۱۹) (به انگلیسی: USS Bluebird (ASR-19)) یک زیردریایی بود که طول آن ۲۵۱ فوت ۴ اینچ (۷۶٫۶۱ متر) بود. این زیردریایی در سال ۱۹۴۶ ساخته شد.